# Gagea reverchonii
Gagea reverchonii là một loài thực vật có hoa trong họ Liliaceae. Loài này được Degen miêu tả khoa học đầu tiên năm 1903.